# Das ist also New York
Das ist also New York (Originaltitel: So This Is New York) ist eine US-amerikanische Filmkomödie aus dem Jahr 1948 von Richard Fleischer. Der Film wurde von Enterprise Productions und Screen Plays produziert und basiert auf dem 1920 veröffentlichten Roman The Big Town von Ring Lardner.

## Handlung
Ernie Finch verkauft in einem Theater Zigaretten. Sein Motto ist, dass Geschichten über reale Leute interessanter seien, als Geschichten über fiktive Menschen. Er erzählt die Geschichte, was er in New York erlebt hat.
Ernie lebt mit seiner Frau Ella in South Bend in Indiana. Ella und ihre Schwester Kate erben je 30.000 Dollar nach dem Tod ihres Onkels Fergus. Kate ist in den Metzger Willis Gilbey verliebt, dennoch will Ella einen geeigneten, sprich wohlhabenden und kultivierten, Ehemann suchen. Ernie seinerseits will seine gelangweilt wirkende Ehefrau aufmuntern. Er schlägt eine Beförderung seines Chefs A. J. Gluskoter aus und will stattdessen eine Freistellung haben, um angeblich Ella zur Kur in ein New Yorker Sanatorium zu bringen. Mit Willis macht er aus, ihn zu benachrichtigen, sobald die Frauen keine Lust mehr haben, nach einem Ehemann für Kate zu suchen.
Auf der Zugfahrt nach New York lernen die Frauen den Wall-Street-Manager Francis Griffin kennen, der sie in verschiedene Nachtclubs ausführt. Als Francis ihr ein Appartement zeigen will, dass er mieten möchte, ist sich Ella sicher, dass er nun Kate einen Antrag machen wird. Zu ihrer Überraschung gilt der Antrag jedoch ihr, woraufhin sie ihn ohrfeigt. Ernie, Ella und Kate ziehen in ein elegantes Appartement und lernen den exzentrischen Sammler Trumbult kennen. Zwar kann Kate den Mann nicht leiden, geht aber mit ihm auf eine private Feier. Sie trinken und tanzen, bis unerwartet Mrs. Trumbult erscheint, die früher als erwartet von einer Safari zurückkehrt.
Die drei ziehen nun in ein Tagungshotel. Hier begegnen sie dem Pferdebesitzer Herbert Daley und seinem Jockey Sid Mercer, die sich beide um Kate bemühen. Sid macht ihr einen Antrag, den sie zurückweist, nachdem Herbert ihr einen Diamantring zur Verlobung anbietet. Herbert ist Mitglied eines Wettsyndikats. Er hat ein Rennen abgesprochen, damit sein Pferd Coyote trotz hoher Quoten gewinnt. Allerdings ahnt er nicht, dass sich Sid rächen will. Ella und Kate beauftragen Ernie, 2.500 Dollar auf Coyotes Sieg zu setzen, doch Ernie folgt Sids Rat und wettet auf ein anderes Pferd. Als Coyote verliert, wirft Kate Herbert den Verlobungsring vor die Füße, der nun auch noch vor seinen wütenden Wettkollegen flüchten muss.
Als Nächstes lernen Ella und Kate den bekannten Komödianten Jerry Ralston kennen, der die beiden dazu bringt, den letzten Rest ihrer Erbschaft in sein Bühnenstück zu investieren, in dem Kate auch auftreten soll. Das Stück ist ein Flop, so dass Ella und Kate wegen ihrer Glücklosigkeit in Tränen ausbrechen. Unvermutet erscheint Willis und nimmt Kate in den Arm. Nachdem klar geworden ist, dass Kate nicht nur, wie Ella, ihr Erbe in das Theaterstück investiert hat, sondern auch Ernies Ersparnisse, beschließen die vier, in ihre Heimat zurückzukehren. Bevor sie losfahren, taucht Gluskoter im Tagungshotel auf und bietet Ernie seine alte Stelle an. Zu Hause angekommen fragt Ernie ein Foto von Onkel Fergus, was er getan hätte, hätte man seinen Wohlstand verplempert. Das Porträt antwortet: Tot umfallen!

## Produktion

### Hintergrund
Gedreht wurde der Film von Ende September bis Anfang November 1947.
Der Film war Stanley Kramers erste Arbeit als unabhängiger Produzent. Um teure Aufnahmen vor Ort zu vermeiden, wurde auf Archivmaterial (Schuhe von Personen, die den Broadway entlang gehen sowie die Grand Central Station) zurückgegriffen.

### Stab
Frank Paul Sylos oblag die künstlerische Leitung. Edward G. Boyle war für das Szenenbild zuständig. Verantwortlicher Toningenieur war John R. Carter. Lothrop Worth bediente die Kamera, Don Weis war Dialogregisseur, Robert Aldrich Regieassistent.

### Besetzung
In kleinen nicht im Abspann erwähnten Nebenrollen traten Dick Elliott, Jimmy Hunt und Will Wright als Onkel Fergus auf.

## Synchronisation
Die deutsche Synchronfassung entstand 1985 im Auftrag der FFS Film- & Fernseh-Synchron in München unter der Dialogregie von Erik Paulsen, der auch das Dialogbuch schrieb.
| Rolle           | Schauspieler  | Deutscher Synchronsprecher |
| --------------- | ------------- | -------------------------- |
| Ernie Finch     | Henry Morgan  | Erik Schumann              |
| Mr. Trumbult    | Hugh Herbert  | Herbert Weicker            |
| Ella Finch      | Virginia Grey | Dagmar Heller              |
| Francis Griffin | Jerome Cowan  | Fred Maire                 |
| A. J. Gluskoter | Frank Orth    | Walter Reichelt            |
| Zugkellner      | Arnold Stang  | Bruno W. Pantel            |

## Veröffentlichung
Die Premiere des Films fand am 25. Juni 1948 in New York statt. In der Bundesrepublik Deutschland wurde er am 20. Juli 1986 im deutschen Fernsehen ausgestrahlt, u. a. auch unter dem Titel Also das ist New York!.

## Kritiken
Das Lexikon des internationalen Films schrieb: „Recht originelle Komödie mit einigen unterhaltsamen Momenten.“